# Saint-Tropez (tổng)
Tổng Saint-Tropez là một tổng thuộc tỉnh Var trong vùng Provence-Alpes-Côte d'Azur.

## Địa lý
Tổng này được tổ chức xung quanh Saint-Tropez trong quận Draguignan. Cao độ vùng này từ 0 m (Cavalaire-sur-Mer) đến 529 m (La Môle) với độ cao trung bình 102 m.

## Các xã
Tổng Saint-Tropez gồm 7 xã với dân số tổng cộng 19 753 người (điều tra dân số năm 1999, dân số không tính trùng).
| Xã                    | Dân số | Mã bưu chính | Mã insee |
| --------------------- | ------ | ------------ | -------- |
| Cavalaire-sur-Mer     | 5 237  | 83240        | 83036    |
| La Croix-Valmer       | 2 734  | 83420        | 83048    |
| Gassin                | 2 710  | 83580        | 83065    |
| La Môle               | 797    | 83310        | 83079    |
| Ramatuelle            | 2 131  | 83350        | 83101    |
| Saint-Tropez          | 5 444  | 83990        | 83119    |
| Rayol-Canadel-sur-Mer | 700    | 83820        | 83152    |

## Thông tin nhân khẩu
| 1962                                                     | 1968   | 1975   | 1982   | 1990   | 1999   |
| -------------------------------------------------------- | ------ | ------ | ------ | ------ | ------ |
| 10 662                                                   | 12 885 | 13 752 | 17 180 | 18 630 | 19 753 |
| Nombre retenu à partir de 1962 : dân số không tính trùng |        |        |        |        |        |